# Пливачки клуб Расина
ПК Расина је српски пливачки клуб из Крушевца. Клуб је основала 1984. године група спортских ентузијаста предвођених професором Драганом Петровићем. Кроз ПК Расина пошло је више од 25.000 деце која су савладала пливање. ПК Расина тренира на базенима спортског центра у Крушевцу.
ПК Расина је организатор више од 300 такмичења регионалног, националног и интернационалног карактера. 